# Ceratoplectus lenis
Ceratoplectus lenis är en rundmaskart. Ceratoplectus lenis ingår i släktet Ceratoplectus, och familjen Plectidae. Arten är reproducerande i Sverige.